# 利尔附近布瓦诺曼
利尔附近布瓦诺曼（法語：Bois-Normand-près-Lyre）是法国厄尔省的一个市镇，位于该省西南部，属于埃夫勒区。该市镇总面积16.88平方公里，2009年时的人口为356人。

## 人口
利尔附近布瓦诺曼人口变化图示